# Levi's Stadium

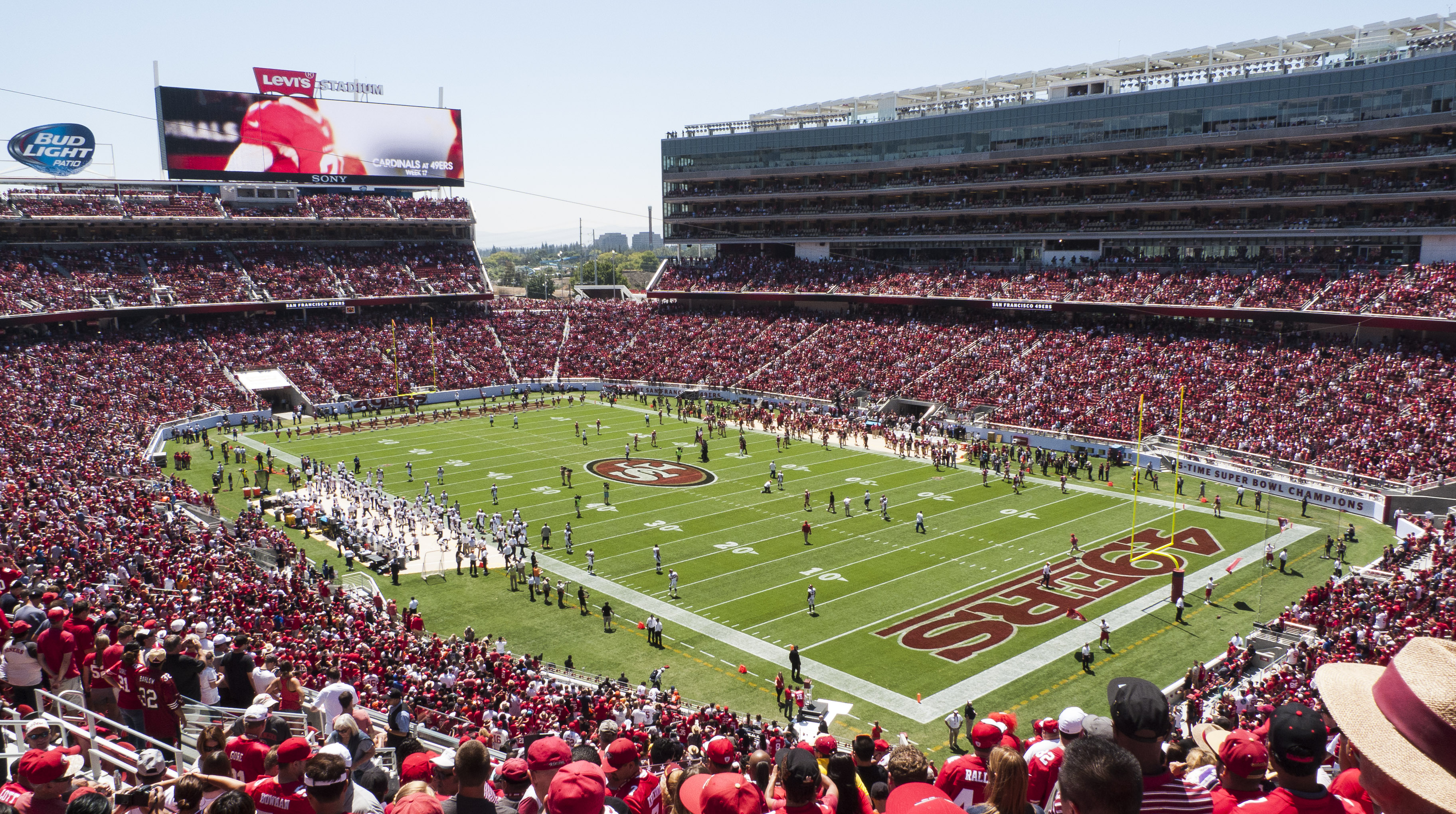
San Francisco 49ers mot Denver Broncos i en försäsongsmatch 2014.

Levi's Stadium är en multiarena för i första hand amerikansk fotboll i Santa Clara i Kalifornien i USA, invigd 2014. Den är hemmaarena för San Francisco 49ers, som spelar i National Football League (NFL), den amerikanska högsta ligan i amerikansk fotboll. Arenan är öppen och har gräs på planen.
San Francisco 49ers hade redan kansli och träningsanläggning i Santa Clara, ungefär sju mil söder om San Francisco, när klubben planerade att bygga en ny arena. Den gamla arenan hette Candlestick Park och låg inne i San Francisco, och ursprungligen var planerna att placera även den nya arenan där. Klubbens beslut att inte placera arenan i staden ledde till att San Francisco drog sig ur budgivningen om olympiska sommarspelen 2016 eftersom staden lanserade arenan som huvudarena för spelen.
Levi's Stadium har normalt kapacitet för 68 500 sittande åskådare när det spelas amerikansk fotboll, men kan utökas till 75 000 för större matcher. När rockbandet Grateful Dead spelade på arenan sommaren 2015 tog arenan in 83 000 personer.
Arenan var värd för Super Bowl 50, NFL:s finalmatch, i februari 2016.